# Тинтин в стране Советов
«Тинтин в стране Советов» (фр. Les Aventures de Tintin, reporter du "Petit Vingtième", au pays des Soviets) — первый альбом из серии «Приключения Тинтина» бельгийского карикатуриста Эрже.
Альбом отличается несовершенством графического стиля, крайней обобщённостью бытовых деталей, нехитрым чередованием гэгов с потасовками. Единственный чёрно-белый комикс во всём цикле: Эрже был невысокого мнения об этом дебюте и отказался перевыпустить его в цвете.

## Сюжет
Тинтин и его пёс Милу отправляются в СССР по заданию редакции журнала «Пти вентьем»; ещё до их отъезда ГПУ становится известно о планах Тинтина, и на него устраивают покушение в поезде во время движения по Германии. Тинтин избегает смерти, но его обвиняют в организации взрыва и берут под стражу; Тинтину удаётся сбежать.
По приезде в Москву Тинтин убеждается в том, что большевики творят в стране произвол и насилие; чтобы раскусить их планы, он записывается в Красную Армию — как раз в тот момент, когда его полк направляется экспроприировать зерно у кулаков; ему удаётся припрятать пшеницу, но его осуждают на смерть.
Тинтин бежит на Север, затем ему удаётся завладеть аэропланом и перелететь в Германию; в аэропорту Темпельхоф его снова хватает ГПУ. История счастливо завершается в Брюсселе, где Тинтина и Милу встречают как героев.

## Работа над альбомом
Основным источником, использованным Эрже при создании комикса, была книга под названием Moscou sans voiles («Москва без прикрас»), написанная Жозефом Дуйе, бывшим бельгийским консулом в Ростове-на-Дону, и опубликованная в Париже в 1928 году. В своей книге Дуйе, проработавший на территории России в общей сложности 35 лет, дал описание бесчинств большевиков. Наряду с этим Эрже мог опираться на цикл статей известного французского журналиста Альбера Лондра «В Советской России», публиковавшихся рядом европейских газет в 1920 году.
Следует также учитывать, что альбом был создан по желанию владельца газеты «Вентьем сьекль» аббата Норбера Валле — убеждённого антикоммуниста и поклонника Муссолини и итальянского фашизма. В дальнейшем, в 1930-е годы Эрже решил отозвать альбом из обращения.
Кроме того, по мнению исследователей, в одном из эпизодов альбома просматривается влияние повести госпожи де Сегюр «Генерал Дуракин».

## Публикации
Комикс публиковался в «Пти вентьем» (детское приложение к бельгийской газете «Вентьем сьекль», Le XXe Siècle) с 10 января 1929 года по 11 мая 1930 года, в 1930 году появился также в форме альбома.
Это единственное из приключений Тинтина, которые Эрже не перерисовывал в последующие годы. В 1973 году альбом вышел в цикле «Архивы Эрже»; в 1981 году было выпущено факсимильное издание, которое сразу же стало бестселлером (100 000 проданных копий за один год).
В России комикс официально не публиковался вплоть до 2023 года, первый выпуск осуществлён издательством «Бумкнига» в переводе Михаила Хачатурова.
- Эрже. Тинтин в стране Советов / Перевод с французского Михаила Хачатурова, Графическая адаптация Захара Ящина. — 2023. — 144 с. — ISBN 978-5-907305-64-9.